# Case Modding
Case Modding (von englisch case = Gehäuse, englisch modification = Veränderung) ist primär das Verändern der äußeren Erscheinungsform des PCs zur optischen Aufwertung. Hierzu zählt hauptsächlich die optische Bearbeitung der im normalen PC-Gehäuse nicht sichtbaren Komponenten. Ferner kann auch die technische Modifikation der Hardware-Komponenten als Modding bezeichnet werden.

## Beschreibung
Beim Case Modding wird beispielsweise ein Fenster aus Plexiglas in das Seitenteil der Verkleidung eingesetzt und der PC-Innenraum mit Leuchtdioden und Leuchtstofflampen ausgeleuchtet oder eine Wasserkühlung eingebaut. Verwendet werden meist optisch auffällige Materialien. Es hat sich eine eigene Case-Modding-Gemeinde gebildet, die auch Wettbewerbe (z. B. DCMM – Deutsche Casemod Meisterschaft, GCCM – Games Convention Casemod Masters, IFA C3 – IFA CaseCon Championship) durchführt. Je nach Art und Umfang sind bei den Aktiven umfangreiche Kenntnisse und handwerkliches Geschick für die Umsetzung notwendig.

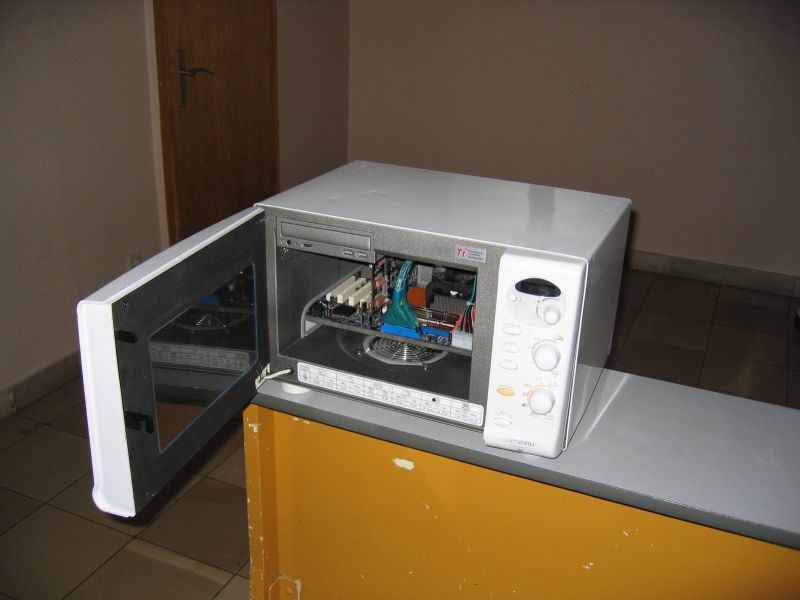
PC im Gehäuse eines Mikrowellenherds

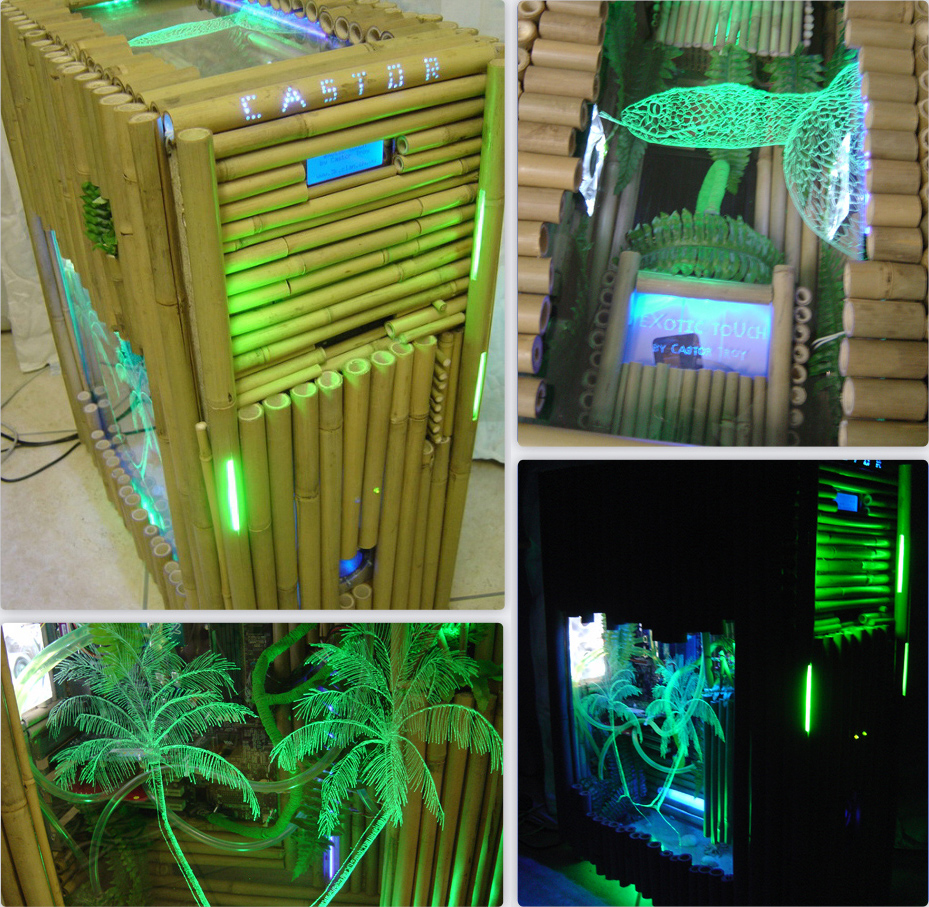
„Exotic Touch“ Bambus-Gehäuse von O. Lüscher

Beim „Modden“ (von „modifizieren“ abgeleiteter Jargon-Begriff) wird großer Wert darauf gelegt, Gehäuse und Komponenten einzigartig zu gestalten. Dies führt zu unkonventionellen Lösungen, wie z. B. Bierkästen oder Mikrowellenherde (siehe Bild) als Gehäuse. Auch auffällige Lackierungen sind üblich.
Das Innere des Computergehäuses kann zum Beispiel mit auffälligem Stoff ausgekleidet werden, der die Farbe der Kaltlichtkathode hat. Beliebt ist auch Carbon-Folie (also Dekorfolie, die das Muster von kohlenstofffaserverstärktem Kunststoff hat) als Verkleidung. Man kann natürlich auch den Innenraum in einer Kontrastfarbe lackieren, um ihn deutlich hervorzuheben.
Inzwischen zeichnet sich die Spitze der Case-Modding-Szene durch einen hohen Geld- und Zeitaufwand aus und versucht, die kreativen Gestaltungsmöglichkeiten stetig zu erweitern.
Baut man seinen Computer in ein komplett selbst hergestelltes Gehäuse ein, redet man innerhalb der deutschen Moddingszene von einem CaseCon (von „Case Construction“ – Gehäuse-Konstruktion), während im englischsprachigen Raum die Bezeichnungen „Custom Computer Case“ bzw. „scratch built“ verwendet werden.
Inzwischen gibt es auch schon fertig „gemoddete“ Gehäuse zu kaufen, jedoch sind diese bei dem Kern der Case-Modding-Gemeinde nicht besonders angesehen, zumal der Begriff auch unpassend ist, da es sich um industriell gefertigte Serienprodukte und nicht mehr um individuelle Anfertigungen handelt. Hier wird der Begriff im Grunde erweitert und umfasst jegliche Computergehäuse, die mit einer oder mehrerer der üblichen Zutaten zu Case Mods (wie Fenster, Beleuchtung, LC-Displays) aufwarten. Geschichtlich ist anzumerken, dass schon Ende der 1980er Jahre die Firma Commodore speziell designte Varianten des Amiga 500 anbot, wofür die Fernsehmoderatorin Stefanie Tücking als Namensgeber gewonnen wurde.

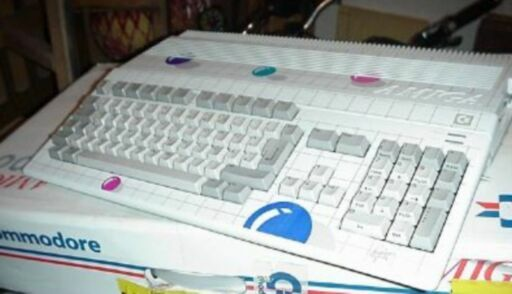
Amiga 500 im Stefanie-Tücking-Design

Besonders gern werden effektvolle Komponenten eingesetzt wie:
- Plexiglas-Fenster (Windows) (mit oder ohne Gravur)
- Kaltkathodenlampen (auch: Kaltlichtkathoden)
- LEDs
- Airflow-Kabel
- LED-Lüfter
- Temperatur-Anzeigen
- Lüftersteuerungen

Nachteilig ist, dass solcherlei veränderte Gehäuse unter Umständen nicht mehr der EMV-Richtlinie entsprechen und somit zur Quelle weit reichender Hochfrequenzstrahlung werden können. Somit können sie im Umfeld elektronische Geräte, Funknetze und den Radio- bzw. Fernsehempfang stören. Jedermann, der einen PC verändert, wird rechtlich zum Hersteller und muss für die Einhaltung der Normen zur EMV und Sicherheit haften.
Darüber hinaus können so umgebaute Computer auch selbst empfindlicher auf elektromagnetische Störstrahlungen von außen reagieren und dadurch eine erheblich reduzierte Störfestigkeit aufweisen. In der Praxis dürfte dies aber meist nur in der Nähe von starken Quellen elektromagnetischer Strahlen eintreten.
Als weitere Spielart des Case Modding kann die Geräuschminderung angesehen werden. Hierbei geht es darum, durch Veränderungen am Gehäuse und den Komponenten einen möglichst leisen Computer zu bekommen, wobei eine Wasserkühlung zum Einsatz kommen kann.

## Casemodder
Als Casemodder werden Personen bezeichnet, die sogenannte Casemods bzw. Casecons erstellen. Sie erweitern ihre Computer um Funktionen wie z. B. eine Infrarotschnittstelle, über welche das komplette Fernsteuern des PCs ermöglicht wird, oder beleuchten ihn mit zahlreichen LEDs, Kaltlichtkathoden etc. bis hin zur kompletten Neugestaltung eines Gehäuses.

## Casemodding als bildende Kunst der Gegenwart
In den letzten Jahren hat sich ein Teil der professionellen Casemodder verstärkt dem Thema Kunst (Bildende Kunst) und Design (Industriedesign) zugewandt, was sich vor allem in der Gestaltung und Ausführung von Casemoddingarbeiten widerspiegelt. Zielsetzung ist dabei, dem künstlerischen Anspruch gerecht zu werden und sich von dem bloßen Verändern der äußeren Erscheinungsform des PCs zur optischen Aufwertung abzuheben und als eigenständige Kunstform im Bereich der bildenden Kunst zu gelten.
Zwar wird dies auch unter dem Begriff des Casemoddings geführt, jedoch wird der PC nun mehr durch eine künstlerisch-ästhetische Gestaltung zum puren Designobjekt, dessen Planung und Entwurf einen größeren zeitlichen Rahmen in Anspruch nimmt als die eigentliche Gestaltung am Objekt (dem PC) selbst.
Federführend in dieser „neuen“ Casemodding-Bewegung sind vorrangig Personen, welche den Werdegang der deutschen Casemoddingszene in den letzten Jahren nachhaltig geprägt haben, darunter der mehrfache deutsche Casemoddingmeister und Autor Benjamin Franz.

## DCMM – Deutsche Casemod Meisterschaft
DCMM steht für Deutsche CaseMod Meisterschaft. Sie bietet Casemoddern jährlich die Möglichkeit, ihre sogenannten „Mods“ vorzustellen und sich mit der Kreativität und dem handwerklichen Geschick anderer Casemodder zu messen. Bewertet werden die Cases durch eine Jury aus Vertretern großer Casemodding-Communitys. Unabhängig davon wählen die Besucher der DCMM die spektakulärste Kreation. Die DCMM gilt mit ca. 60 bis 70 ausgestellten Exponaten je Veranstaltung als größtes Event der Casemodding-Szene weltweit.

Seit 2008 gibt es neben den Bewertungskategorien Casemod und Casecon die Kategorie CE-Mod (Consumer Electronic Modified). In dieser Kategorie treten umgebaute elektronische Geräte aller Art an, die kein PC sind.

Seit 2010 gibt es neben die oben genannten Kategorien auch Cases on the Move; dies sind Cases mit möglichst vielen, sich selbstständig bewegenden Elektro-Mechanische Komponenten (Unterkategorie der Casemods, Casecons, 24std Mods und CE-Mods) Die DCMM wird seit 2002 veranstaltet durch die planetlan GmbH aus Bochum.
| Jahr | Casemod           | Casecon           | CE-Mod            | Spektakulärste Kreation | 24h Live-Modding-Challenge                             | Notebook Challenge | Cases on the move                                  | Sky Receiver Challenge | Deutschlands Schönstes Beauty Case | Keyboard-Modding                 | CAM-Modding | LAN Mods-Category | Newcomer-Category |
| ---- | ----------------- | ----------------- | ----------------- | ----------------------- | ------------------------------------------------------ | ------------------ | -------------------------------------------------- | ---------------------- | ---------------------------------- | -------------------------------- | ----------- | ----------------- | ----------------- |
| 2002 | Rainer Wingender  |                   |                   |                         |                                                        |                    |                                                    |                        |                                    |                                  |             |                   |                   |
| 2003 | Marcus Schmitt    | Christoph Miege   |                   |                         |                                                        |                    |                                                    |                        |                                    |                                  |             |                   |                   |
| 2004 | Benjamin Franz    | Alexander Siener  |                   | Christian Müller        |                                                        |                    |                                                    |                        |                                    |                                  |             |                   |                   |
| 2005 | Benjamin Franz    | Maico Bensien     |                   | Dirk Wand               |                                                        |                    |                                                    |                        |                                    |                                  |             |                   |                   |
| 2006 | Alexander Siener  | Maico Bensien     |                   | Christian Schulzen      |                                                        |                    |                                                    |                        |                                    |                                  |             |                   |                   |
| 2007 | Jan-Hendrik Löser | Benjamin Franz    |                   | Mark Alan Githens       |                                                        |                    |                                                    |                        |                                    |                                  |             |                   |                   |
| 2008 | Benjamin Franz    | Matthias Kron     | Björn Wieck       | Oliver König            |                                                        |                    |                                                    |                        |                                    |                                  |             |                   |                   |
| 2009 | Michael Mürmann   | Christian Engel   | Georg Rotaru      | Florian Speet           | Team Chaosmodder / Thomas Kleffmann & Matthias Streser |                    |                                                    |                        |                                    |                                  |             |                   |                   |
| 2010 | Patrick Betz      | Steffen Vogelsang | Christian Streser | Pascal Preißler         | Team Complex Modders / George Kähler, Patrick Betz     | Martin Blass       |                                                    |                        |                                    |                                  |             |                   |                   |
| 2011 | Oliver Peier      | Helge Dörries     | Georg Rotaru      | Andreas May             | Team Modding Maniacs / Ali Abbas & Johannes Loew       |                    | Henning Wolter & Matthias Streser                  |                        |                                    |                                  |             |                   |                   |
| 2012 | Ali Abbas         | Ali Abbas         | Matthias Streser  | Jen & Maik Schierhorn   | Team Chaosmodder / Henning Wolter & Matthias Streser   |                    | Ali Abbas                                          |                        |                                    |                                  |             |                   |                   |
| 2013 | Henning Wolter    | Csaba Várkúti     | Gábor Barabás     | János Fresli            | Team Chaosmodder Henning Wolter & Matthias Streser     |                    | Team Chaosmodder Henning Wolter & Matthias Streser |                        |                                    |                                  |             |                   |                   |
| 2014 | Ali Abbas         | Henning Wolter    | Patrick Betz      | Christian Kempaß        | Team Balázs Szabó & Fresli János                       |                    | Henning Wolter                                     | Patrick Betz           |                                    |                                  |             |                   |                   |
| 2015 | Ali Abbas         | Ali Abbas         | Patrick Betz      | Ali Abbas               | Team We-Mod-IT Patrick Betz u. Oliver Peier            |                    | Ali Abbas                                          |                        | Stefan Ulrich & Kathrin Diederich  |                                  |             |                   |                   |
| 2016 | Ali Abbas         | Ali Abbas         | Henning Wolter    | Xing Kai                | Stefan Ulrich & Kathrin Diederich                      |                    | Ali Abbas                                          |                        | Stefan Ulrich & Kathrin Diederich  |                                  |             |                   |                   |
| 2017 | Johannes Loew     | Ronny Moor        | Ali Abbas         | Stefan Blass            | George Kähler & Bertram Brugner                        |                    | Stefan Ulrich                                      |                        | Siratas Vutipapornkul              |                                  |             |                   |                   |
| 2019 | Ali Abbas         | Ronny Moor        | Ali Abbas         | Ronny Moor              | George Kähler & Bertram Brugner                        |                    | Ali Abbas                                          |                        | Ronny Moor                         | Alan Ricardo Githens & Ali Abbas |             |                   |                   |
| 2020 | Ali Abbas         | Johannes Loew     | Patrick Betz      | Ali Abbas               | George Kähler & Bertram Brugner                        |                    |                                                    |                        | Monia Reuter                       |                                  | Julian Zoll | Kevin Timper      | Julian Zoll       |